# Ротаксани

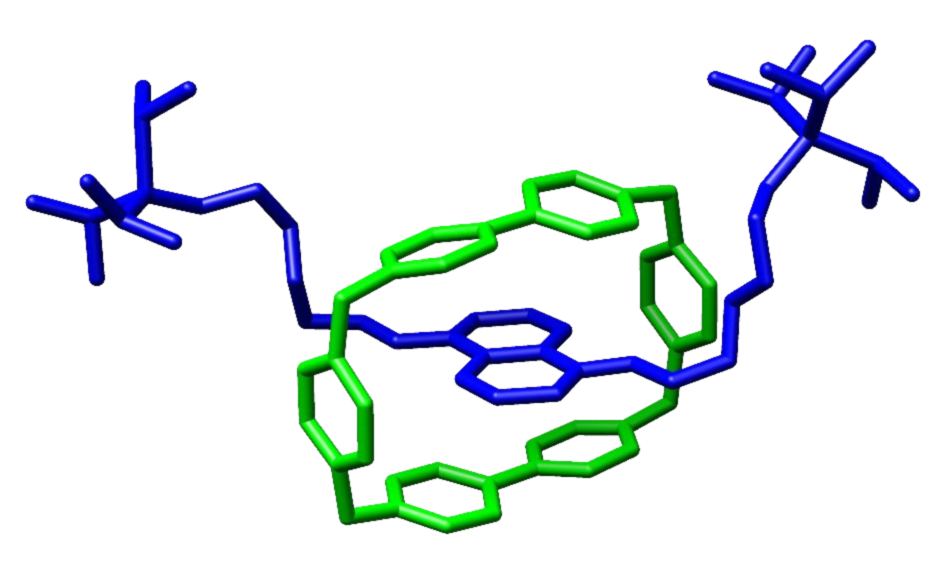
Структура ротаксану

Ротаксани (англ. rotaxanes) — штучні хімічні сполуки з топологічним зв'язком у гантелеподібній формі, з макрокільцем навколо центральної ланки. В цих структурах через отвір цикла проходить відкритий ланцюг, котрий через просторові перешкоди на його кінцях не може бути витягненим з циклу без розриву хімічного зв'язку, отже обидві складові зв‘язані між собою без ковалентного зв‘язку.
Є представником механічно-взаємозалежних молекулярних архітектур. Вперше синтезовані в 1967 році на базі одної з теорій частотницької ймовірності про поведінку гантелеподібних молекул.
Ротаксани цікаві дослідникам як об'єкти для зберігання інформації. Також вони можуть використовуватися, як молекулярні машини (обертання навколо головної осі, перехід від одного краю молекули до іншого, також працювати як насоси).